# Kara kościelna
Kara kościelna (kara kanoniczna) – sankcja wymierzana za popełniony czyn, będący przestępstwem na podstawie wewnętrznego prawa Kościoła.

## Kary w Kościele katolickim
Podstawę do ich wymierzania stanowi Kodeks prawa kanonicznego w księdze VI Sankcje w Kościele (kan. 1311 - 1399).
Wyróżnia się kary:
- cenzury (ekskomunika, interdykt i suspensa),
- ekspiacyjne (zakazy, pozbawienia, przeniesienia, wydalenia),
- środki zaradcze (nagany, upomnienia kanoniczne),
- pokuty.